# Strada europea E25
La strada europea E25 è una strada di classe A e, come si evince dal numero, è una dorsale Nord-Sud.
In particolare la E25 collegava inizialmente Hoek van Holland a Genova con un percorso lungo 1547 km, attraverso Paesi Bassi, Belgio, Lussemburgo, Francia, Svizzera e Italia.
Nel 1999 è stato deciso di allungare l'itinerario fino a Palermo, passando per la Corsica e la Sardegna.

## Percorso
| HOEK VAN HOLLAND - PALERMO |                  |                                      |                                   |
| Stato                      | Tipologia e nome | Tratto                               | Interconnessioni                  |
| Paesi Bassi                | N220             | Hoek van Holland - Delft             |                                   |
| Paesi Bassi                | autostrada       | Delft - Gouda                        | E19, E30, E31                     |
| Paesi Bassi                | autostrada       | Gouda - Utrecht                      | E30, E35, E311                    |
| Paesi Bassi                | autostrada       | Utrecht - Maastricht                 | E34, E312                         |
| Belgio                     | autostrada       | Maastricht - Liegi                   | E40, E42, E34, E46, E313          |
| Belgio                     | autostrada       | Liegi - Arlon                        | E411                              |
| Lussemburgo                | autostrada       | Arlon - Lussemburgo                  | E421                              |
| Lussemburgo                | autostrada       | Lussemburgo - confine                | E29, E44                          |
| Francia                    | autostrada       | confine - Metz                       |                                   |
| Francia                    | autostrada       | Metz - Saint-Avold                   | E21, E23, E411, in comune con E50 |
| Francia                    | autostrada       | Saint-Avold - Strasburgo             |                                   |
| Francia                    | N83              | Strasburgo - Sélestat                |                                   |
| Francia                    | autostrada       | Selestat - Mulhouse                  | E54, E512                         |
| Francia                    | autostrada       | Mulhouse - Basilea                   | in comune con E60                 |
| Svizzera                   | autostrada       | Basilea - Olten                      | E54, E60, in comune con E35       |
| Svizzera                   | autostrada       | Olten - Ginevra - confine            |                                   |
| Francia                    | autostrada       | confine - Saint Gervais-les-Bains    |                                   |
| Francia                    | N205             | Saint Gervais-les-Bains - Chamonix   |                                   |
| Italia                     | traforo          | Chamonix - Confine - Courmayeur      |                                   |
| Italia                     | autostrada       | Courmayeur - Ivrea                   | E27, E612                         |
| Italia                     | autostrada       | Ivrea - Santhià                      |                                   |
| Italia                     | autostrada       | Santhià - Vercelli                   |                                   |
| Italia                     | autostrada       | Vercelli - Allacciamento A10         | E70                               |
| Italia                     | autostrada       | Allacciamento A26 - Allacciamento A7 | E80                               |
| Italia                     | autostrada       | Allacciamento A10 - Porto di Genova  | E80, E62                          |
|                            | traghetto        | traghetto Genova - Bastia            |                                   |
| Francia                    | N193             | Bastia-Vescovato                     |                                   |
| Francia                    | N198             | Vescovato-Bonifacio                  |                                   |
|                            | traghetto        | traghetto Bonifacio - Porto Torres   |                                   |
| Italia                     | superstrada      | Porto Torres - Cagliari              |                                   |
| Italia                     | traghetto        | traghetto Cagliari - Palermo         | E90                               |